# Finnsson
Finnsson ist ein isländischer Name.

## Herkunft und Bedeutung
Der Name ist ein Patronym und bedeutet Sohn des Finnur bzw. Finn. Die weibliche Entsprechung ist Finnsdóttir (Tochter des Finnur).

## Namensträger
- Eyvindr Finsson (um 920–um 990), norwegischer Skalde, siehe Eyvindr Skáldaspillir
- Hannes Finnsson (1739–1796), isländischer Geistlicher, Bischof von Skálholt
- Kolbeinn Finnsson (* 1999), isländischer Fußballspieler